# Charles Symes Haswell
Pour les articles homonymes, voir Symes et Haswell.
Charles Symes Haswell, né en 1808 à Plymouth et mort en 1870 à Paignton, est un navigateur britannique.

## Biographie
Entré dans la Royal Navy en 1821, il est promu lieutenant en 1827. En 1840, il participe à l'expédition du Fox en Arctique.
Nommé chef-officier des garde-côtes de Turnchapel (Plymouth) et St Mawes en 1845, il accepte en 1850 de reprendre du service comme lieutenant sur l'Investigator pour accompagner Robert McClure dans le Détroit du Prince-de-Galles et en Terre du Prince-Albert.
Il devient à son retour (1855) chef-officier des garde-côtes de Paignton où il finit sa vie et est promu Commandant le 30 janvier 1868.
Jules Verne le mentionne dans son roman Les Aventures du capitaine Hatteras (partie 1, chapitre XV).